# Chromodoris geometrica
Chromodoris geometrica is een zeenaaktslak die behoort tot de familie van de Chromodorididae. Deze slak leeft in het westen van de Grote Oceaan, voornamelijk in de buurt van Nieuw-Caledonië.
De slak is paars gekleurd, met witte uitstulpingen. De kieuwen en de rinoforen zijn lichtgroen. Ze wordt, als ze volwassen is, zo'n 2,5 tot 3 cm lang.